# Beratungspartie
Eine Beratungspartie ist eine Partie bei einem durch Entscheidungen beeinflussbaren Spiel, in der mehrere Personen mit Einverständnis aller Beteiligten dieselbe Partei führen und sich absprechen. Mit einer durchdachten Koordination der beteiligten Personen kann die Qualität des Spiels im Vergleich zur Spielführung durch einzelne bedeutend erhöht werden.

## Schach
Das Schachspiel ist ein für Beratungspartien gut geeignetes Brettspiel. In vergangenen Zeiten waren Beratungspartien sehr populär, heutzutage sind sie weniger verbreitet. Es gibt grundsätzlich zwei Möglichkeiten einer Beratungspartie: Entweder tritt ein stärkerer Spieler, oft ein Großmeister, gegen eine Anzahl sich beratender, ihm in der Spielstärke einzeln unterlegener Spieler an, oder beide Parteien der Schachpartie bestehen aus Gruppen sich untereinander beratender Spieler. So traten in der Schachgeschichte oft Schachvereine oder ganze Städte in Fernpartien gegeneinander an, bei denen sich ihre besten Spieler über die Züge berieten.
Eng verwandt mit Beratungspartien ist die gemeinsame Analyse, die meist nach Partiebeendigung durch die beteiligten Spieler und Kiebitze stattfindet. Dort werden sogar die Gedanken der Gegenpartei in die Entscheidungsfindung mit einbezogen. Besonders für Lernende sind Beratungen in Partie und Analyse ein förderliches Hilfsmittel, die eigene schachliche Entwicklung voranzubringen. Auch Computer können als Beratungspartner eingesetzt werden.
Bekannte Beratungspartien:
- Die Partie Paul Morphy – Karl II. von Braunschweig und Graf Isoard, Paris 1858, in der Morphys Gegner die Züge beraten haben.

- In einigen Schachzeitschriften wurden Wettkämpfe der Leser gegen Schachcomputer oder gegen Großmeister durchgeführt. Meistens wurden dazu Postkarteneinsendungen verlangt, auf denen der nächste Zug angegeben wurde und Eventualzüge möglich waren. Dabei wurden Preise verlost, um zu vermeiden, dass Spieler die Wahl durch Mehrfacheinsendungen mit falschen Adressangaben fälschten.

- Leser der sowjetischen Jugendzeitung Pionerskaja Prawda gegen Exweltmeister Michail Tal, 1969: Die Zugvorschläge der Leser wurden in der Redaktion ausgewertet. Der ausgewählte Zug wurde dann Tal telefonisch weitergegeben. Die Partie steht unten als Beispiel.

- Kasparov versus the World. In dieser Partie spielte der damals amtierende Schachweltmeister via Internet gegen den sich in einem Internetforum beratenden Rest der Welt. Obwohl dort vier junge Schachtalente mögliche Züge vorschlugen, durften die Spieler auch eigene Züge vorschlagen. Im 59. Zug einigten sich jedoch die „Welt“-Spieler aus Verärgerung über einen zu späten Zugvorschlag eines der Schachtalente absichtlich auf einen schlechten Zug, der nicht zugelassen wurde. Bei der Abstimmung meldeten einige Spieler auch eine Manipulationsmöglichkeit der Stimmabgabe, so dass ein Spieler mehrere Stimmen haben konnte.

### Beispiel für eine Beratungspartie
Leser von Pionerskaja Prawda – Michail Tal, 1969
|   | a | b | c | d | e | f | g | h |   |
| 8 |   |   |   |   |   |   |   |   | 8 |
| 7 |   |   |   |   |   |   |   |   | 7 |
| 6 |   |   |   |   |   |   |   |   | 6 |
| 5 |   |   |   |   |   |   |   |   | 5 |
| 4 |   |   |   |   |   |   |   |   | 4 |
| 3 |   |   |   |   |   |   |   |   | 3 |
| 2 |   |   |   |   |   |   |   |   | 2 |
| 1 |   |   |   |   |   |   |   |   | 1 |
|   | a | b | c | d | e | f | g | h |   |

1. e4 e5 2. Sf3 Sc6 3. Lc4 Sf6 4. Sg5 Lc5 5. Sxf7 Lxf2+ 6. Kxf2 Sxe4+ 7. Kg1 Dh4 8. g3 Sxg3 9. hxg3 Dxg3+ 10. Kf1 Tf8 11. Dh5 d5 12. Lxd5 Sd4 13. Dh2 Dg4 14. Dxe5+ Le6 15. Lxe6 Df3+ 16. Kg1 Se2+17. Kh2 Df2+ 18. Kh3 Df3+ 19. Kh4 Df2+ 
19. … Dxh1+? 20. Lh3+ Kxf7 21. De6 matt
20. Kh5? Txf7 21. Lxf7+ Kxf7 22. Th2 Df3+ 23. Kh4
23. Kg5 h6+ 24. Txh6 (24. Kh4 g5+ 25. Dxg5 hxg5+ 26. Kxg5 Df4+ 27. Kh5 Th8 matt)
24. … gxh6+ 25. Kh4 (25. Kxh6 Th8+ 26. Dxh8 Df4+ 27. Kh5 Sg3 matt)
25. … Dh1+ 26. Kg4 Tg8+ 27. Kf5 Tg5 matt
23. … g5+! 24. Dxg5 Tg8 25. Dh5+ 
25. Dxg8+ Kxg8 26. Txe2 Dxe2 27. Sc3 Df3 28. d3 h5 29. Kg5 Kg7 30. Lf4 Dg4 matt
25. … Dxh5+ 26. Kxh5 Sg3+? 
26. … Sf4+! Der Moskauer Schüler Wadim Brodski wies auf diesen Mattangriff hin, den der Exweltmeister übersah. 27. Kh6 (27. Kh4 h5!) 27. … Tg6+ 28. Kxh7 Tg7+ 29. Kh6 (29. Kh8 Sg6 matt) 29. … Kg8! mit der Drohung Tg6 matt.
Das gleiche Manöver brachte Gersz Rotlewi gegen Hans Fahrni im internationalen Turnier in Karlsbad 1911 im 81. Zug den Sieg.
27. Kh6 Sf5+ 28. Kxh7 Tg7+ remis durch Dauerschach

### In der Literatur
In der Schachnovelle von Stefan Zweig spielen die Passagiere eines Ozeandampfers eine Beratungspartie gegen den fiktiven Schachweltmeister Czentovic. Sie halten die Partie zur Verblüffung des Meisters remis, weil sich unter den Laien ein gewisser Dr. B. befindet, der zuvor in der Isolierhaft unzählige Schachpartien wie wahnsinnig gegen sich selbst gespielt hatte, um der psychischen Folter der Gestapo zu entgehen. 